# Wyoming
|  | Per a altres significats, vegeu «Wyoming (desambiguació)». |

Wyoming és un estat de l'oest dels Estats Units d'Amèrica, situat al nord de les muntanyes Rocoses. La seva capital és Cheyenne. Amb 576.851 habitants és l'estat menys poblat dels Estats Units.
Fa frontera amb Montana al nord; Dakota del Sud i Nebraska a l'est; Colorado al sud; Utah a la seva cantonada sud-oest i Idaho a la resta de l'oest.
Al nord-oest de l'estat s'hi troben els parcs nacionals de Yellowstone i Grand Teton.

## Població
Segons el cens dels EUA del 2000 hi havia censats 15.381 amerindis nord-americans (3,1%). Les principals tribus eren els arapaho (4.285), xoixon (3.296), cherokees (1.263), sioux (1.153), anishinaabemowin (378), navaho (360), xeiene (289), crow (236), blackfoot (220) i apatxe (202).

## Història
El Territori de Wyoming es va convertir en el primer estat dels EUA on es va instaurar el «sufragi igual» (sense diferències de gènere) encara que no el sufragi universal (no podien votar homes ni dones de pell negra).

## Geografia
A Wyoming, la regió de les Grans Planúries es topa amb les muntanyes Rocoses. L'estat és un gran altiplà travessat per diverses cadenes muntanyenques: al nord-oest, les serralades Absaroka, Owl Creek, Gros Ventre, Wind River i Teton; al nord central, les muntanyes Big Horn; al nord-est, les Black Hills; i a la regió sud, les muntanyes Laramie, Medicine Bow i Serralada Mare.
La serralada nevada de la zona sud central és una extensió de les Muntanyes Rocoses de Colorado, tant geològicament com d'aparença. La serralada Wind River, a la zona oest central, és la més allunyada i inclou el cim Gannett (4207 m), el cim més alt de l'estat. Les muntanyes Big Horn, a la zona nord central, estan separades de la massa muntanyenca de les Muntanyes Rocoses.
La serralada Teton, al nord-oest, s'estén uns 80 km, i representa la secció muntanyenca més impressionant de l'estat. És la llar del Grand Teton, el segon cim més alt de Wyoming i del Parc Nacional Grand Teton, que comprèn la secció més apreciable de la serralada.
Wyoming és un estat àrid; la major part del sòl rep menys de 10 polzades d'aigua de pluja anual, i per això el terreny no es presta per a l'agricultura. El bestiar és criat especialment a prop de les zones muntanyenques.